# Твердомір

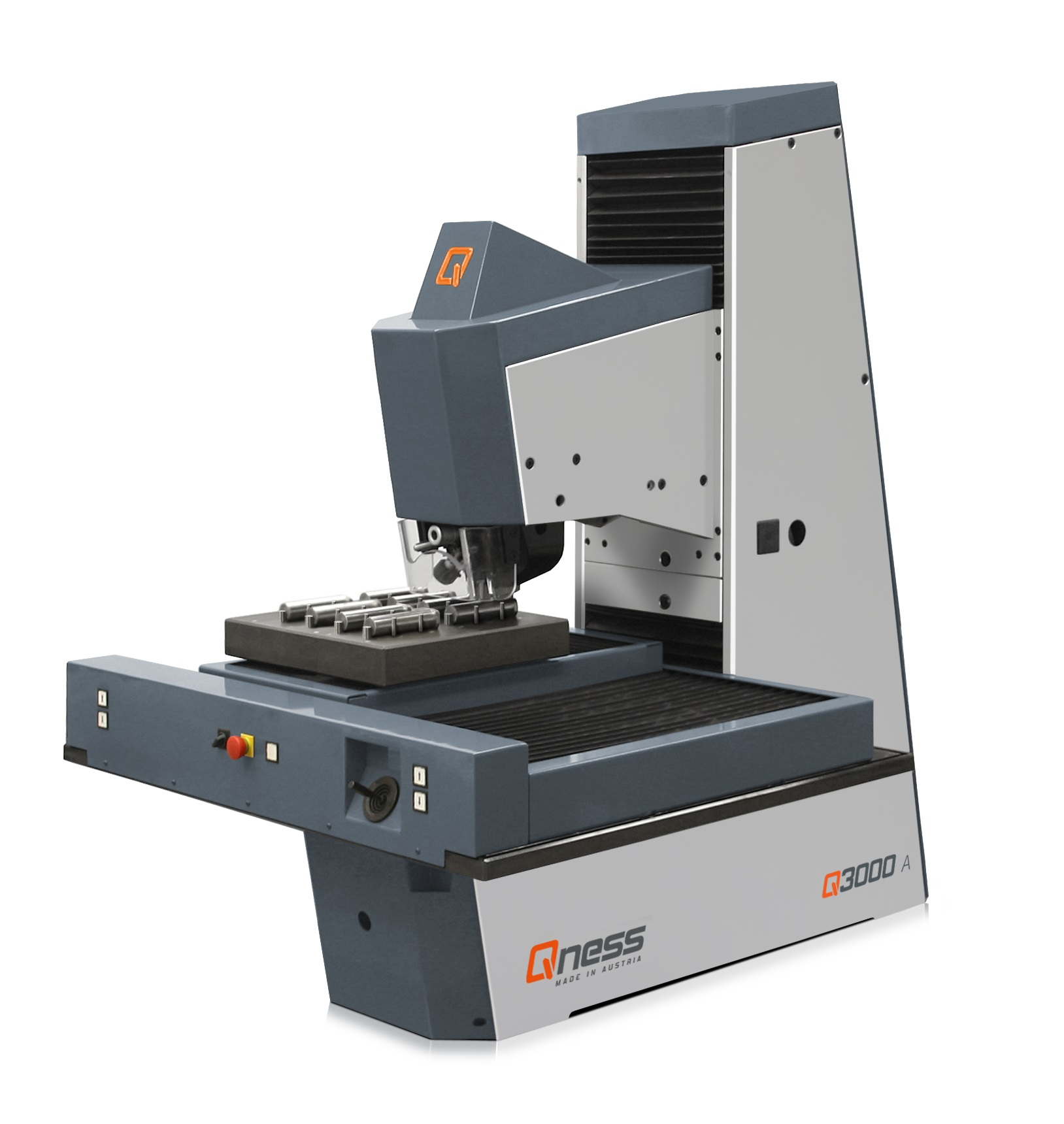
Сучасний твердомір

Твердомір — прилад для вимірювання твердості матеріалів. Стаціонарні твердоміри використовуються для проведення контролю твердості деталі без руйнування її структури. За допомогою твердомірів здійснюється один із самих важливих процесів контролю якості матеріалів та продукції на машинобудівельних, ливарних заводах, науково-дослідних інститутах.
Твердість матеріалів вимірюють за декількома шкалами. Найбільш поширені шкали твердості металів — шкали Роквелла, Віккерса, Бринелля, Кнупа.
Твердомір Роквелла використовує однойменний метод вимірювання твердості і полягає у визначенні глибини входження індентора з алмазним накінечником у вигляді пірамідки з кутом при вершині 120°(рідше кулька Ø1/16") в матеріал під дією заданого навантаження. Твердомір Роквелла частіше всього застосовується для визначення твердості загартованих сталей, кераміки, твердих покриттів на сплавів.
Твердомір Бринелля відрізняється від твердоміра Роквелла типом індентора та методом обрахунку твердості. В методі Бринелля індентором служить наконечник з кулькою із карбіду вольфрама або твердосплавних металів. При підрахунку твердості береться до уваги розмір відбитка, котрий індентор залишає в матеріалі після прикладання певного навантаження. Існує також метод Бринелля визначення тільки глибини входження індентора в матеріал аналогічно методу Роквелла, але застосовується значно рідше. Твердомір Бринелля застосовується для більш м'яких матеріалів, таких як алюміній, мідь, золото і т. д.
Твердомір Віккерса, в тому числі мікро-Віккерса, відрізняється від твердомірів Бринелля та Роквелла також індентором. Накінечник твердоміра Віккерса має алмазну пірамідку с кутом при вершині 136°. При цьому розмір відбитка визначає твердість матеріалу, подібно до методу Бринелля. Твердомір Віккерса використовується для вимірювання твердості малих деталей, поверхневих шарів.
Твердомір Кнупа за методом схожий на Віккерса, але алмазний наконечник має ромбічну форму, що робить його особливо зручним для вимірювання твердості тонких шарів матеріалів або для вимірювання твердості в підповерхневому шарі через наявність допусків по мінімальному відступу від краю деталі або місця попереднього вимірювання.